# When the Pawn...
When the Pawn… — второй студийный альбом американской певицы Фионы Эппл, выпущенный 9 ноября 1999 года на лейбле Epic Records. When the Pawn… полностью написан Эппл, а продюсером выступил Джон Брайон.
Альбом получил номинацию на премию «Грэмми» за лучший альтернативный альбом. В 2010 году журнал Spin назвал альбом 106-м по популярности за последние 25 лет, а журнал Slant назвал его 79-м лучшим альбомом 1990-х годов. В 2020 году журнал Rolling Stone поставил When the Pawn… на 108-е место в списке «500 величайших альбомов всех времен».

## Название
Название альбома — это стихотворение, написанное Эппл в ответ на негативную реакцию читателей на неблагоприятную статью о ней на обложке журнала Spin.

После своего выхода When the Pawn… побил рекорд по длине названия альбома, составив 444 символа (ранее этот рекорд принадлежал The Best… Album in the World…Ever!), хотя впоследствии этот рекорд был побит. Полное название альбома:
When the pawn hits the conflicts he thinks like a king
What he knows throws the blows when he goes to the fight
And he’ll win the whole thing 'fore he enters the ring
There’s no body to batter when your mind is your might
So when you go solo, you hold your own hand
And remember that depth is the greatest of heights
And if you know where you stand, then you know where to land
And if you fall it won’t matter, cuz you’ll know that you’re right

## Релиз
Первый сингл, «Fast as You Can», пользовался умеренным успехом, транслировался на радио и телевидение. Он вошёл в топ-20 американского чарта Billboard Modern Rock Tracks и стал первым хитом Эппл в топ-40 UK Singles Chart. Последующие синглы, такие как «Limp» и особенно «Paper Bag», который был номинирован на премию «Грэмми», оказались менее успешными. Однако к тому моменту у Эппл уже был опыт работы с известным кинорежиссёром Полом Томасом Андерсоном, который снял видеоклипы на все три сингла.
В 2019 году Эппл совместно с King Princess записала кавер на песню «I Know». Песня была выпущена для программы RISE на Spotify 25 января.

## Реакция критиков
| Совокупная оценка    | Совокупная оценка           |
| Источник             | Оценка                      |
| -------------------- | --------------------------- |
| Metacritic           | 79/100                      |
| Оценки критиков      |                             |
| Источник             | Оценка                      |
| AllMusic             | [ 9 ]                       |
| Chicago Sun-Times    | [ 10 ]                      |
| Entertainment Weekly | A                           |
| Los Angeles Times    | [ 12 ]                      |
| NME                  | 5/10                        |
| Pitchfork            | 8.0/10 (1999) 9.4/10 (2019) |
| Q                    | [ 16 ]                      |
| Rolling Stone        | [ 17 ]                      |
| Spin                 | 8/10                        |
| The Village Voice    | A−                          |

По сравнению с дебютным альбомом Эппл Tidal, Харрингтон заявил: «When the Pawn — определённо более зрелая работа, в которой юношеская мелодрама сменяется мрачными размышлениями о разрушенных отношениях и романтической одержимости». В новом альбомном путеводителе Rolling Stone Дженни Элиску утверждает, что «When the Pawn более сложный в музыкальном плане и мелодически продвинутый», чем предыдущий альбом, уделяя особое внимание «знойному голосу Apple и капризной игре на фортепиано». Роб Шеффилд из Rolling Stone поставил альбому три с половиной звезды из пяти возможных, назвав его «богаче, глубже и сильнее, чем Tidal, во всех отношениях», с «гораздо более мускулистым подходом как к песням, так и к пению».
Дэвид Браун из Entertainment Weekly оценил альбом на «А» и особенно отметил продюсерскую работу Джона Брайона, а также вклад Эппл в создание песен. Он написал: «После успеха Tidal у Эппл не стало больше уверенности в своих силах. В „When the Pawn…“ она раскрывается как душевнобольная и с радостью делится с нами своими переживаниями». Первоначально Pitchfork поставили альбому восемь баллов из восьми возможных, а рецензент Чип Чанко похвалил тексты Эппл, написав: «[Эппл] кажется старше. Её голос полон искренней души, которая кажется почти неподвластной времени. В то время как Билли Холидей никогда бы не подумала о возможности использования таких строк, как „Пройдет совсем немного времени, и ты будешь безвольно лежать в своей собственной руке“, Эппл исполняет их безупречно, с современной страстью». Эми Линден из Vibe написала: «When the Pawn» … полна резонирующих образов. Эппл — грустная, страстная женщина, которая понимает, кто она есть, даже если этот человек не тот, кем она хотела бы быть. И снова её боль приносит нам радость". Напротив, Пирс Мартин из NME поставил альбому 5 баллов из 10, назвав его «вторым альбомом Apple, в котором Амос подражает ленте Lilith Fair, выпущенной под брендом MTV».
В американском чарте Billboard 200, When the Pawn… дебютировал на 13-м месте с 103 000 проданными копиями за первую неделю.

## Список композиций
Слова и музыка всех песен — Fiona Apple, за исключением отмеченного; аранжировка и оркестровка Джона Бейнбриджа..
| №                   | Название             | Длительность |
| ------------------- | -------------------- | ------------ |
| 1.                  | «On the Bound»       | 5:22         |
| 2.                  | «To Your Love»       | 3:40         |
| 3.                  | «Limp»               | 3:29         |
| 4.                  | «Love Ridden»        | 3:22         |
| 5.                  | «Paper Bag»          | 3:39         |
| 6.                  | «A Mistake»          | 4:56         |
| 7.                  | «Fast as You Can»    | 4:38         |
| 8.                  | «The Way Things Are» | 4:16         |
| 9.                  | «Get Gone»           | 4:07         |
| 10.                 | «I Know»             | 4:55         |
| Общая длительность: | Общая длительность:  | 42:39        |

## Сертификации
| Регион | Сертификация | Продажи   |
| --- | ------------ | --------- |
| Япония (RIAJ) | Золотой      | 100 000^  |
| США (RIAA) | Платиновый   | 1 000 000 |
| ^ Данные о тиражах приведены только на основе сертификации. · Данные о продажах + прослушиваниях приведены только на основе сертификации. |              |           |